# Banowina sawska
Banowina sawska (serb./chorw. Савска бановина/Savska banovina) – jednostka podziału terytorialnego Królestwa Jugosławii w latach 1929–1939. Obejmowała większość terenów dzisiejszej Chorwacji (Chorwację właściwą i Slawonię). Według danych spisu powszechnego z 1931 ludność liczyła 78,5% katolików, 19,1% prawosławnych, 0,8% ewangelików. W 1939 w całości weszła w skład nowo utworzonej autonomicznej Banowiny Chorwacji.
Banami banowiny sawskiej byli:
1. Josip Šilović – 1929-31
2. Ivo Perović – 1931-34
3. Marko Kostrenčić – 1935-36
4. Viktor Ružić – 1936-38